# Rise 2: Resurrection
Rise 2: Resurrection est un jeu vidéo de combat développé par Mirage Technologies et édité par Acclaim Entertainment, sorti en 1996 sur DOS, Saturn et PlayStation.
Il fait suite à Rise of the Robots.
Le jeu intègre un titre exclusif intitulé Cyborg composé par Brian May.

## Accueil
- IGN : 2/10[1]